# Tim Johnson
Tim Johnson (Chicago, 26 agosto 1960) è un regista statunitense d'animazione specializzato in animazione CGI.

## Filmografia parziale

### Regista

#### Cinema
- The Simpsons: Home Cubed - cortometraggio (1995)
- Z la formica (Antz), co-regia con Eric Darnell (1998)
- Cyberworld (2000)
- Sinbad - La leggenda dei sette mari (Sinbad: Legend of the Seven Seas), co-regia con Patrick Gilmore (2003)
- La gang del bosco (Over the Hedge), co-regia con Karey Kirkpatrick (2006)
- Home - A casa (Home) (2015)
- Dragon Trainer - Rimpatriata - cortometraggio (2019)

#### Televisione
- La Festività di Kung Fu Panda (Kung Fu Panda Holiday) - cortometraggio TV (2010)